# Eletti alla Camera dei deputati nelle elezioni politiche italiane del 1976
Questo elenco riporta i nomi dei deputati della VII legislatura della Repubblica Italiana dopo le elezioni politiche del 1976:
| Collegio                                      | Lista                                         | Eletto                             |
| --------------------------------------------- | --------------------------------------------- | ---------------------------------- |
| Torino - Novara - Vercelli                    | Partito Comunista Italiano                    | Gian Carlo Pajetta                 |
| Torino - Novara - Vercelli                    | Partito Comunista Italiano                    | Emilio Pugno                       |
| Torino - Novara - Vercelli                    | Partito Comunista Italiano                    | Lucio Libertini                    |
| Torino - Novara - Vercelli                    | Partito Comunista Italiano                    | Ugo Spagnoli                       |
| Torino - Novara - Vercelli                    | Partito Comunista Italiano                    | Claudio Napoleoni                  |
| Torino - Novara - Vercelli                    | Partito Comunista Italiano                    | Carmen Casapieri                   |
| Torino - Novara - Vercelli                    | Partito Comunista Italiano                    | Alberto Todros                     |
| Torino - Novara - Vercelli                    | Partito Comunista Italiano                    | Antonino Brusca                    |
| Torino - Novara - Vercelli                    | Partito Comunista Italiano                    | Angela Maria Rosolen               |
| Torino - Novara - Vercelli                    | Partito Comunista Italiano                    | Giovanni Furia                     |
| Torino - Novara - Vercelli                    | Partito Comunista Italiano                    | Giuseppe Castoldi                  |
| Torino - Novara - Vercelli                    | Partito Comunista Italiano                    | Mario Tamini                       |
| Torino - Novara - Vercelli                    | Partito Comunista Italiano                    | Nazzareno Guasso                   |
| Torino - Novara - Vercelli                    | Partito Comunista Italiano                    | Mario Garbi                        |
| Torino - Novara - Vercelli                    | Partito Comunista Italiano                    | Paolo Allegra                      |
| Torino - Novara - Vercelli                    | Democrazia Cristiana                          | Luigi Rossi di Montelera           |
| Torino - Novara - Vercelli                    | Democrazia Cristiana                          | Oscar Luigi Scalfaro               |
| Torino - Novara - Vercelli                    | Democrazia Cristiana                          | Giuseppe Botta                     |
| Torino - Novara - Vercelli                    | Democrazia Cristiana                          | Gian Aldo Arnaud                   |
| Torino - Novara - Vercelli                    | Democrazia Cristiana                          | Carlo Donat Cattin                 |
| Torino - Novara - Vercelli                    | Democrazia Cristiana                          | Michele Zolla                      |
| Torino - Novara - Vercelli                    | Democrazia Cristiana                          | Giovanni Porcellana                |
| Torino - Novara - Vercelli                    | Democrazia Cristiana                          | Guido Bodrato                      |
| Torino - Novara - Vercelli                    | Democrazia Cristiana                          | Giuseppe Costamagna                |
| Torino - Novara - Vercelli                    | Democrazia Cristiana                          | Rolando Picchioni                  |
| Torino - Novara - Vercelli                    | Democrazia Cristiana                          | Carlo Stella                       |
| Torino - Novara - Vercelli                    | Democrazia Cristiana                          | Alessandro Giordano                |
| Torino - Novara - Vercelli                    | Democrazia Cristiana                          | Paola Cavigliasso                  |
| Torino - Novara - Vercelli                    | Partito Socialista Italiano                   | Paolo Battino Vittorelli           |
| Torino - Novara - Vercelli                    | Partito Socialista Italiano                   | Maria Magnani Noya                 |
| Torino - Novara - Vercelli                    | Partito Socialista Italiano                   | Francesco Froio                    |
| Torino - Novara - Vercelli                    | Partito Socialista Italiano                   | Giorgio Mondino                    |
| Torino - Novara - Vercelli                    | Partito Socialista Democratico Italiano       | Franco Nicolazzi                   |
| Torino - Novara - Vercelli                    | Movimento Sociale Italiano - Destra Nazionale | Tullio Abelli                      |
| Torino - Novara - Vercelli                    | Partito Repubblicano Italiano                 | Giorgio La Malfa                   |
| Torino - Novara - Vercelli                    | Partito Liberale Italiano                     | Valerio Zanone                     |
| Torino - Novara - Vercelli                    | Democrazia Proletaria                         | Vittorio Foa                       |
| Torino - Novara - Vercelli                    | Partito Radicale                              | Marco Pannella                     |
| Cuneo - Asti - Alessandria                    | Democrazia Cristiana                          | Natale Carlotto                    |
| Cuneo - Asti - Alessandria                    | Democrazia Cristiana                          | Francesco Vittorio Mazzola         |
| Cuneo - Asti - Alessandria                    | Democrazia Cristiana                          | Francesco Sobrero                  |
| Cuneo - Asti - Alessandria                    | Democrazia Cristiana                          | Franco Orione                      |
| Cuneo - Asti - Alessandria                    | Democrazia Cristiana                          | Angelo Armella                     |
| Cuneo - Asti - Alessandria                    | Democrazia Cristiana                          | Piero Luigi Gasco                  |
| Cuneo - Asti - Alessandria                    | Democrazia Cristiana                          | Giovanni Goria                     |
| Cuneo - Asti - Alessandria                    | Partito Comunista Italiano                    | Bruno Fracchia                     |
| Cuneo - Asti - Alessandria                    | Partito Comunista Italiano                    | Giuseppe Manfredi                  |
| Cuneo - Asti - Alessandria                    | Partito Comunista Italiano                    | Aldo Mirate                        |
| Cuneo - Asti - Alessandria                    | Partito Comunista Italiano                    | Leopoldo Martino                   |
| Cuneo - Asti - Alessandria                    | Partito Comunista Italiano                    | Carla Federica Nespolo             |
| Cuneo - Asti - Alessandria                    | Partito Socialista Italiano                   | Antonio Giolitti                   |
| Cuneo - Asti - Alessandria                    | Partito Socialista Democratico Italiano       | Pier Luigi Romita                  |
| Cuneo - Asti - Alessandria                    | Partito Repubblicano Italiano                 | Vitale Robaldo                     |
| Cuneo - Asti - Alessandria                    | Partito Liberale Italiano                     | Raffaele Costa                     |
| Genova - Imperia - La Spezia - Savona         | Partito Comunista Italiano                    | Alessandro Natta                   |
| Genova - Imperia - La Spezia - Savona         | Partito Comunista Italiano                    | Giuseppe D'Alema                   |
| Genova - Imperia - La Spezia - Savona         | Partito Comunista Italiano                    | Varese Antoni                      |
| Genova - Imperia - La Spezia - Savona         | Partito Comunista Italiano                    | Francesco Dulbecco                 |
| Genova - Imperia - La Spezia - Savona         | Partito Comunista Italiano                    | Giuseppe Noberasco                 |
| Genova - Imperia - La Spezia - Savona         | Partito Comunista Italiano                    | Raimondo Ricci                     |
| Genova - Imperia - La Spezia - Savona         | Partito Comunista Italiano                    | Giorgio Bini                       |
| Genova - Imperia - La Spezia - Savona         | Partito Comunista Italiano                    | Sergio Ceravolo                    |
| Genova - Imperia - La Spezia - Savona         | Partito Comunista Italiano                    | Pietro Gambolato                   |
| Genova - Imperia - La Spezia - Savona         | Democrazia Cristiana                          | Manfredo Manfredi                  |
| Genova - Imperia - La Spezia - Savona         | Democrazia Cristiana                          | Francesco Cattanei                 |
| Genova - Imperia - La Spezia - Savona         | Democrazia Cristiana                          | Ines Boffardi                      |
| Genova - Imperia - La Spezia - Savona         | Democrazia Cristiana                          | Bruno Orsini                       |
| Genova - Imperia - La Spezia - Savona         | Democrazia Cristiana                          | Mazarino De Petro                  |
| Genova - Imperia - La Spezia - Savona         | Democrazia Cristiana                          | Pietro Zoppi                       |
| Genova - Imperia - La Spezia - Savona         | Democrazia Cristiana                          | Carlo Russo                        |
| Genova - Imperia - La Spezia - Savona         | Democrazia Cristiana                          | Emidio Revelli                     |
| Genova - Imperia - La Spezia - Savona         | Partito Socialista Italiano                   | Alessandro Pertini                 |
| Genova - Imperia - La Spezia - Savona         | Partito Socialista Italiano                   | Falco Accame                       |
| Genova - Imperia - La Spezia - Savona         | Movimento Sociale Italiano - Destra Nazionale | Cesco Baghino                      |
| Genova - Imperia - La Spezia - Savona         | Partito Repubblicano Italiano                 | Giorgio Bogi                       |
| Genova - Imperia - La Spezia - Savona         | Partito Radicale                              | Mauro Mellini                      |
| Milano - Pavia                                | Partito Comunista Italiano                    | Luigi Longo                        |
| Milano - Pavia                                | Partito Comunista Italiano                    | Aldo Tortorella                    |
| Milano - Pavia                                | Partito Comunista Italiano                    | Elio Quercioli                     |
| Milano - Pavia                                | Partito Comunista Italiano                    | Aimone Balbo di Vinadio            |
| Milano - Pavia                                | Partito Comunista Italiano                    | Luigi Spaventa                     |
| Milano - Pavia                                | Partito Comunista Italiano                    | Armando Calaminici                 |
| Milano - Pavia                                | Partito Comunista Italiano                    | Eugenio Peggio                     |
| Milano - Pavia                                | Partito Comunista Italiano                    | Salvatore Corallo                  |
| Milano - Pavia                                | Partito Comunista Italiano                    | Roberto Baldassari                 |
| Milano - Pavia                                | Partito Comunista Italiano                    | Giuseppe Carrà                     |
| Milano - Pavia                                | Partito Comunista Italiano                    | Armelino Milani                    |
| Milano - Pavia                                | Partito Comunista Italiano                    | Nadia Corradi                      |
| Milano - Pavia                                | Partito Comunista Italiano                    | Francesco Zoppetti                 |
| Milano - Pavia                                | Partito Comunista Italiano                    | Cecilia Chiovini Facchi            |
| Milano - Pavia                                | Partito Comunista Italiano                    | Silvio Leonardi                    |
| Milano - Pavia                                | Partito Comunista Italiano                    | Romana Bianchi Beretta             |
| Milano - Pavia                                | Partito Comunista Italiano                    | Guido Venegoni                     |
| Milano - Pavia                                | Partito Comunista Italiano                    | Andrea Margheri                    |
| Milano - Pavia                                | Partito Comunista Italiano                    | Alberto Malacugini                 |
| Milano - Pavia                                | Democrazia Cristiana                          | Massimo De Carolis                 |
| Milano - Pavia                                | Democrazia Cristiana                          | Andrea Borruso                     |
| Milano - Pavia                                | Democrazia Cristiana                          | Carlo Sangalli                     |
| Milano - Pavia                                | Democrazia Cristiana                          | Aristide Tesini                    |
| Milano - Pavia                                | Democrazia Cristiana                          | Giovanni Andreoni                  |
| Milano - Pavia                                | Democrazia Cristiana                          | Mario Campagnoli                   |
| Milano - Pavia                                | Democrazia Cristiana                          | Desiderio Maggioni                 |
| Milano - Pavia                                | Democrazia Cristiana                          | Maria Luisa Cassanmagnago Cerretti |
| Milano - Pavia                                | Democrazia Cristiana                          | Egidio Carenini                    |
| Milano - Pavia                                | Democrazia Cristiana                          | Mario Usellini                     |
| Milano - Pavia                                | Democrazia Cristiana                          | Luigi Granelli                     |
| Milano - Pavia                                | Democrazia Cristiana                          | Nadir Tedeschi                     |
| Milano - Pavia                                | Democrazia Cristiana                          | Carlo Squeri                       |
| Milano - Pavia                                | Democrazia Cristiana                          | Virginio Rognoni                   |
| Milano - Pavia                                | Democrazia Cristiana                          | Roberto Mazzotta                   |
| Milano - Pavia                                | Democrazia Cristiana                          | Antonio Marzotto Caotorta          |
| Milano - Pavia                                | Democrazia Cristiana                          | Gaetano Morazzoni                  |
| Milano - Pavia                                | Democrazia Cristiana                          | Emilio Trabucchi                   |
| Milano - Pavia                                | Democrazia Cristiana                          | Piero Bassetti                     |
| Milano - Pavia                                | Partito Socialista Italiano                   | Aldo Aniasi                        |
| Milano - Pavia                                | Partito Socialista Italiano                   | Bettino Craxi                      |
| Milano - Pavia                                | Partito Socialista Italiano                   | Riccardo Lombardi                  |
| Milano - Pavia                                | Partito Socialista Italiano                   | Giovanni Mosca                     |
| Milano - Pavia                                | Partito Socialista Italiano                   | Francesco Colucci                  |
| Milano - Pavia                                | Partito Socialista Italiano                   | Michele Achilli                    |
| Milano - Pavia                                | Movimento Sociale Italiano - Destra Nazionale | Franco Servello                    |
| Milano - Pavia                                | Movimento Sociale Italiano - Destra Nazionale | Benito Bollati                     |
| Milano - Pavia                                | Partito Repubblicano Italiano                 | Pietro Bucalossi                   |
| Milano - Pavia                                | Partito Repubblicano Italiano                 | Antonio Del Pennino                |
| Milano - Pavia                                | Partito Socialista Democratico Italiano       | Renato Massari                     |
| Milano - Pavia                                | Democrazia Proletaria                         | Massimo Gorla                      |
| Milano - Pavia                                | Partito Radicale                              | Adele Faccio                       |
| Milano - Pavia                                | Partito Liberale Italiano                     | Giovanni Malagodi                  |
| Como - Sondrio - Varese                       | Democrazia Cristiana                          | Giuseppe Zamberletti               |
| Como - Sondrio - Varese                       | Democrazia Cristiana                          | Gianfranco Aliverti                |
| Como - Sondrio - Varese                       | Democrazia Cristiana                          | Mario Martinelli                   |
| Como - Sondrio - Varese                       | Democrazia Cristiana                          | Costante Portatadino               |
| Como - Sondrio - Varese                       | Democrazia Cristiana                          | Ezio Citterio                      |
| Como - Sondrio - Varese                       | Democrazia Cristiana                          | Paolo Moro                         |
| Como - Sondrio - Varese                       | Democrazia Cristiana                          | Francesco Casati                   |
| Como - Sondrio - Varese                       | Democrazia Cristiana                          | Luigi Galli                        |
| Como - Sondrio - Varese                       | Democrazia Cristiana                          | Luciano Forni                      |
| Como - Sondrio - Varese                       | Partito Comunista Italiano                    | Vincenzo Corghi                    |
| Como - Sondrio - Varese                       | Partito Comunista Italiano                    | Maria Agostina Pellegatta          |
| Como - Sondrio - Varese                       | Partito Comunista Italiano                    | Guido Alborghetti                  |
| Como - Sondrio - Varese                       | Partito Comunista Italiano                    | Francesca Lodolini                 |
| Como - Sondrio - Varese                       | Partito Comunista Italiano                    | Gianpiero Pucciarini               |
| Como - Sondrio - Varese                       | Partito Socialista Italiano                   | Michele Zuccalà                    |
| Como - Sondrio - Varese                       | Partito Socialista Italiano                   | Marte Ferrari                      |
| Como - Sondrio - Varese                       | Movimento Sociale Italiano - Destra Nazionale | Giovanni Andrea Borromeo d'Adda    |
| Como - Sondrio - Varese                       | Partito Repubblicano Italiano                 | Susanna Agnelli                    |
| Como - Sondrio - Varese                       | Democrazia Proletaria                         | Luciana Castellina                 |
| Brescia - Bergamo                             | Democrazia Cristiana                          | Filippo Maria Pandolfi             |
| Brescia - Bergamo                             | Democrazia Cristiana                          | Franco Salvi                       |
| Brescia - Bergamo                             | Democrazia Cristiana                          | Giovanni Prandini                  |
| Brescia - Bergamo                             | Democrazia Cristiana                          | Francesco Lussignoli               |
| Brescia - Bergamo                             | Democrazia Cristiana                          | Severino Citaristi                 |
| Brescia - Bergamo                             | Democrazia Cristiana                          | Pietro Padula                      |
| Brescia - Bergamo                             | Democrazia Cristiana                          | Ernesta Belussi                    |
| Brescia - Bergamo                             | Democrazia Cristiana                          | Gilberto Bonalumi                  |
| Brescia - Bergamo                             | Democrazia Cristiana                          | Giacomo Rosini                     |
| Brescia - Bergamo                             | Democrazia Cristiana                          | Cesare Allegri                     |
| Brescia - Bergamo                             | Democrazia Cristiana                          | Mauro Savino                       |
| Brescia - Bergamo                             | Democrazia Cristiana                          | Vittoria Quarenghi                 |
| Brescia - Bergamo                             | Partito Comunista Italiano                    | Dolores Abbiati                    |
| Brescia - Bergamo                             | Partito Comunista Italiano                    | Adelio Terraroli                   |
| Brescia - Bergamo                             | Partito Comunista Italiano                    | Giovanni Torri                     |
| Brescia - Bergamo                             | Partito Comunista Italiano                    | Maddalena Perquis                  |
| Brescia - Bergamo                             | Partito Comunista Italiano                    | Edmondo Raffaelli                  |
| Brescia - Bergamo                             | Partito Socialista Italiano                   | Vincenzo Balzamo                   |
| Brescia - Bergamo                             | Partito Socialista Italiano                   | Gianni Savoldi                     |
| Brescia - Bergamo                             | Movimento Sociale Italiano - Destra Nazionale | Mirko Tremaglia                    |
| Brescia - Bergamo                             | Democrazia Proletaria                         | Eliseo Milani                      |
| Mantova - Cremona                             | Democrazia Cristiana                          | Bruno Vincenzi                     |
| Mantova - Cremona                             | Democrazia Cristiana                          | Fiorenzo Maroli                    |
| Mantova - Cremona                             | Democrazia Cristiana                          | Antonino Zaniboni                  |
| Mantova - Cremona                             | Democrazia Cristiana                          | Silvestro Ferrari                  |
| Mantova - Cremona                             | Partito Comunista Italiano                    | Renato Sandri                      |
| Mantova - Cremona                             | Partito Comunista Italiano                    | Mario Bardelli                     |
| Mantova - Cremona                             | Partito Comunista Italiano                    | Antonio Caruso                     |
| Mantova - Cremona                             | Partito Socialista Italiano                   | Enrico Novellini                   |
| Trento - Bolzano                              | Democrazia Cristiana                          | Flaminio Piccoli                   |
| Trento - Bolzano                              | Democrazia Cristiana                          | Bruno Kessler                      |
| Trento - Bolzano                              | Democrazia Cristiana                          | Ferruccio Pisoni                   |
| Trento - Bolzano                              | Democrazia Cristiana                          | Giorgio Postal                     |
| Trento - Bolzano                              | Südtiroler Volkspartei                        | Roland Riz                         |
| Trento - Bolzano                              | Südtiroler Volkspartei                        | Hugo Gamper                        |
| Trento - Bolzano                              | Südtiroler Volkspartei                        | Johann Hans Benedikter             |
| Trento - Bolzano                              | Partito Comunista Italiano                    | Sergio De Carneri                  |
| Trento - Bolzano                              | Partito Socialista Italiano                   | Renato Ballardini                  |
| Verona - Padova - Vicenza - Rovigo            | Democrazia Cristiana                          | Mariano Rumor                      |
| Verona - Padova - Vicenza - Rovigo            | Democrazia Cristiana                          | Antonio Bisaglia                   |
| Verona - Padova - Vicenza - Rovigo            | Democrazia Cristiana                          | Giuseppe Zuech                     |
| Verona - Padova - Vicenza - Rovigo            | Democrazia Cristiana                          | Natale Gottardo                    |
| Verona - Padova - Vicenza - Rovigo            | Democrazia Cristiana                          | Carlo Fracanzani                   |
| Verona - Padova - Vicenza - Rovigo            | Democrazia Cristiana                          | Gianmario Pellizzari               |
| Verona - Padova - Vicenza - Rovigo            | Democrazia Cristiana                          | Gioacchino Meneghetti              |
| Verona - Padova - Vicenza - Rovigo            | Democrazia Cristiana                          | Giovanni Fontana                   |
| Verona - Padova - Vicenza - Rovigo            | Democrazia Cristiana                          | Giuseppe Dal Maso                  |
| Verona - Padova - Vicenza - Rovigo            | Democrazia Cristiana                          | Giuliano Zoso                      |
| Verona - Padova - Vicenza - Rovigo            | Democrazia Cristiana                          | Enzo Erminero                      |
| Verona - Padova - Vicenza - Rovigo            | Democrazia Cristiana                          | Francesco Giuliari                 |
| Verona - Padova - Vicenza - Rovigo            | Democrazia Cristiana                          | Renato Corà                        |
| Verona - Padova - Vicenza - Rovigo            | Democrazia Cristiana                          | Maria Luigia Buro                  |
| Verona - Padova - Vicenza - Rovigo            | Democrazia Cristiana                          | Beniamino Brocca                   |
| Verona - Padova - Vicenza - Rovigo            | Democrazia Cristiana                          | Amelia Casadei                     |
| Verona - Padova - Vicenza - Rovigo            | Partito Comunista Italiano                    | Antonio Zavagnin                   |
| Verona - Padova - Vicenza - Rovigo            | Partito Comunista Italiano                    | Ivana Bernini Lavezzo              |
| Verona - Padova - Vicenza - Rovigo            | Partito Comunista Italiano                    | Carlo Ramella                      |
| Verona - Padova - Vicenza - Rovigo            | Partito Comunista Italiano                    | Fulvio Palopoli                    |
| Verona - Padova - Vicenza - Rovigo            | Partito Comunista Italiano                    | Rosanna Branciforti                |
| Verona - Padova - Vicenza - Rovigo            | Partito Comunista Italiano                    | Giovanni Battista Carlassara       |
| Verona - Padova - Vicenza - Rovigo            | Partito Socialista Italiano                   | Luigi Bertoldi                     |
| Verona - Padova - Vicenza - Rovigo            | Partito Socialista Italiano                   | Angelo Gaetano Cresco              |
| Verona - Padova - Vicenza - Rovigo            | Partito Socialista Italiano                   | Antonio Testa                      |
| Verona - Padova - Vicenza - Rovigo            | Partito Socialista Democratico Italiano       | Gianmatteo Matteotti               |
| Verona - Padova - Vicenza - Rovigo            | Movimento Sociale Italiano - Destra Nazionale | Franco Franchi                     |
| Verona - Padova - Vicenza - Rovigo            | Partito Repubblicano Italiano                 | Adolfo Battaglia                   |
| Venezia - Treviso                             | Democrazia Cristiana                          | Tina Anselmi                       |
| Venezia - Treviso                             | Democrazia Cristiana                          | Costante Degan                     |
| Venezia - Treviso                             | Democrazia Cristiana                          | Bruno Zambon                       |
| Venezia - Treviso                             | Democrazia Cristiana                          | Marino Corder                      |
| Venezia - Treviso                             | Democrazia Cristiana                          | Anselmo Boldrin                    |
| Venezia - Treviso                             | Democrazia Cristiana                          | Piergiovanni Malvestio             |
| Venezia - Treviso                             | Democrazia Cristiana                          | Gianfranco Rocelli                 |
| Venezia - Treviso                             | Democrazia Cristiana                          | Giuseppe Marton                    |
| Venezia - Treviso                             | Partito Comunista Italiano                    | Giovanni Pellicani                 |
| Venezia - Treviso                             | Partito Comunista Italiano                    | Alessandro Tessari                 |
| Venezia - Treviso                             | Partito Comunista Italiano                    | Massimo Cacciari                   |
| Venezia - Treviso                             | Partito Comunista Italiano                    | Giangiacomo Tessari                |
| Venezia - Treviso                             | Partito Comunista Italiano                    | Milena Sarri                       |
| Venezia - Treviso                             | Partito Socialista Italiano                   | Gianni De Michelis                 |
| Venezia - Treviso                             | Partito Socialista Italiano                   | Dino Moro                          |
| Venezia - Treviso                             | Partito Socialista Democratico Italiano       | Alessandro Reggiani                |
| Udine - Belluno - Gorizia - Pordenone         | Democrazia Cristiana                          | Piergiorgio Bressani               |
| Udine - Belluno - Gorizia - Pordenone         | Democrazia Cristiana                          | Mario Fioret                       |
| Udine - Belluno - Gorizia - Pordenone         | Democrazia Cristiana                          | Giorgio Santuz                     |
| Udine - Belluno - Gorizia - Pordenone         | Democrazia Cristiana                          | Gianfranco Orsini                  |
| Udine - Belluno - Gorizia - Pordenone         | Democrazia Cristiana                          | Leandro Fusaro                     |
| Udine - Belluno - Gorizia - Pordenone         | Democrazia Cristiana                          | Mario Marocco                      |
| Udine - Belluno - Gorizia - Pordenone         | Partito Comunista Italiano                    | Arnaldo Baracetti                  |
| Udine - Belluno - Gorizia - Pordenone         | Partito Comunista Italiano                    | Giulio Colomba                     |
| Udine - Belluno - Gorizia - Pordenone         | Partito Comunista Italiano                    | Giovanni Migliorini                |
| Udine - Belluno - Gorizia - Pordenone         | Partito Comunista Italiano                    | Vanda Milano                       |
| Udine - Belluno - Gorizia - Pordenone         | Partito Socialista Italiano                   | Loris Fortuna                      |
| Udine - Belluno - Gorizia - Pordenone         | Partito Socialista Italiano                   | Franco Castiglione                 |
| Udine - Belluno - Gorizia - Pordenone         | Partito Socialista Democratico Italiano       | Martino Scovacricchi               |
| Bologna - Ferrara - Ravenna - Forlì           | Partito Comunista Italiano                    | Guido Fanti                        |
| Bologna - Ferrara - Ravenna - Forlì           | Partito Comunista Italiano                    | Giovanni Giadresco                 |
| Bologna - Ferrara - Ravenna - Forlì           | Partito Comunista Italiano                    | Francesco Alici                    |
| Bologna - Ferrara - Ravenna - Forlì           | Partito Comunista Italiano                    | Giovanna Bosi Maramotti            |
| Bologna - Ferrara - Ravenna - Forlì           | Partito Comunista Italiano                    | Sergio Flamigni                    |
| Bologna - Ferrara - Ravenna - Forlì           | Partito Comunista Italiano                    | Antonio Rubbi                      |
| Bologna - Ferrara - Ravenna - Forlì           | Partito Comunista Italiano                    | Giovanni Buzzoni                   |
| Bologna - Ferrara - Ravenna - Forlì           | Partito Comunista Italiano                    | Enrico Gualandi                    |
| Bologna - Ferrara - Ravenna - Forlì           | Partito Comunista Italiano                    | Mauro Olivi                        |
| Bologna - Ferrara - Ravenna - Forlì           | Partito Comunista Italiano                    | Flavio Colonna                     |
| Bologna - Ferrara - Ravenna - Forlì           | Partito Comunista Italiano                    | Adriana Lodi Faustini Fustini      |
| Bologna - Ferrara - Ravenna - Forlì           | Partito Comunista Italiano                    | Giancarla Codrignani               |
| Bologna - Ferrara - Ravenna - Forlì           | Partito Comunista Italiano                    | Armando Sarti                      |
| Bologna - Ferrara - Ravenna - Forlì           | Partito Comunista Italiano                    | Augusto Antonio Barbera            |
| Bologna - Ferrara - Ravenna - Forlì           | Democrazia Cristiana                          | Benigno Zaccagnini                 |
| Bologna - Ferrara - Ravenna - Forlì           | Democrazia Cristiana                          | Nino Cristofori                    |
| Bologna - Ferrara - Ravenna - Forlì           | Democrazia Cristiana                          | Giancarlo Tesini                   |
| Bologna - Ferrara - Ravenna - Forlì           | Democrazia Cristiana                          | Virginiangelo Marabini             |
| Bologna - Ferrara - Ravenna - Forlì           | Democrazia Cristiana                          | Lorenzo Cappelli                   |
| Bologna - Ferrara - Ravenna - Forlì           | Democrazia Cristiana                          | Nicola Sanese                      |
| Bologna - Ferrara - Ravenna - Forlì           | Democrazia Cristiana                          | Emilio Rubbi                       |
| Bologna - Ferrara - Ravenna - Forlì           | Partito Socialista Italiano                   | Stefano Servadei                   |
| Bologna - Ferrara - Ravenna - Forlì           | Partito Socialista Italiano                   | Alfredo Giovanardi                 |
| Bologna - Ferrara - Ravenna - Forlì           | Partito Repubblicano Italiano                 | Oddo Biasini                       |
| Bologna - Ferrara - Ravenna - Forlì           | Partito Repubblicano Italiano                 | Renato Ascari Raccagni             |
| Bologna - Ferrara - Ravenna - Forlì           | Partito Socialista Democratico Italiano       | Luigi Preti                        |
| Bologna - Ferrara - Ravenna - Forlì           | Movimento Sociale Italiano - Destra Nazionale | Pietro Cerullo                     |
| Parma - Modena - Piacenza - Reggio Emilia     | Partito Comunista Italiano                    | Nilde Iotti                        |
| Parma - Modena - Piacenza - Reggio Emilia     | Partito Comunista Italiano                    | Eletta Bertani                     |
| Parma - Modena - Piacenza - Reggio Emilia     | Partito Comunista Italiano                    | Rubes Triva                        |
| Parma - Modena - Piacenza - Reggio Emilia     | Partito Comunista Italiano                    | Maria Teresa Granati Caruso        |
| Parma - Modena - Piacenza - Reggio Emilia     | Partito Comunista Italiano                    | Vincenzo Baldassi                  |
| Parma - Modena - Piacenza - Reggio Emilia     | Partito Comunista Italiano                    | Silvio Miana                       |
| Parma - Modena - Piacenza - Reggio Emilia     | Partito Comunista Italiano                    | Pier Giorgio Bottarelli            |
| Parma - Modena - Piacenza - Reggio Emilia     | Partito Comunista Italiano                    | Mario Cravedi                      |
| Parma - Modena - Piacenza - Reggio Emilia     | Partito Comunista Italiano                    | Fausto Bocchi                      |
| Parma - Modena - Piacenza - Reggio Emilia     | Partito Comunista Italiano                    | Natalino Gatti                     |
| Parma - Modena - Piacenza - Reggio Emilia     | Democrazia Cristiana                          | Guglielmo Zucconi                  |
| Parma - Modena - Piacenza - Reggio Emilia     | Democrazia Cristiana                          | Franco Bortolani                   |
| Parma - Modena - Piacenza - Reggio Emilia     | Democrazia Cristiana                          | Giampaolo Mora                     |
| Parma - Modena - Piacenza - Reggio Emilia     | Democrazia Cristiana                          | Sergio Cuminetti                   |
| Parma - Modena - Piacenza - Reggio Emilia     | Democrazia Cristiana                          | Andrea Borri                       |
| Parma - Modena - Piacenza - Reggio Emilia     | Democrazia Cristiana                          | Danilo Morini                      |
| Parma - Modena - Piacenza - Reggio Emilia     | Partito Socialista Italiano                   | Gaetano Arfé                       |
| Parma - Modena - Piacenza - Reggio Emilia     | Partito Socialista Italiano                   | Luigi Dino Felisetti               |
| Parma - Modena - Piacenza - Reggio Emilia     | Partito Socialista Democratico Italiano       | Giuseppe Amadei                    |
| Firenze - Pistoia                             | Partito Comunista Italiano                    | Carlo Alberto Galluzzi             |
| Firenze - Pistoia                             | Partito Comunista Italiano                    | Adriana Fabbri Seroni              |
| Firenze - Pistoia                             | Partito Comunista Italiano                    | Sergio Tesi                        |
| Firenze - Pistoia                             | Partito Comunista Italiano                    | Francesco Toni                     |
| Firenze - Pistoia                             | Partito Comunista Italiano                    | Bruno Niccoli                      |
| Firenze - Pistoia                             | Partito Comunista Italiano                    | Alberto Cecchi                     |
| Firenze - Pistoia                             | Partito Comunista Italiano                    | Marino Raicich                     |
| Firenze - Pistoia                             | Partito Comunista Italiano                    | Morena Amabile Pagliai             |
| Firenze - Pistoia                             | Partito Comunista Italiano                    | Gianluca Cerrina Feroni            |
| Firenze - Pistoia                             | Democrazia Cristiana                          | Giorgio La Pira                    |
| Firenze - Pistoia                             | Democrazia Cristiana                          | Edoardo Speranza                   |
| Firenze - Pistoia                             | Democrazia Cristiana                          | Giovan Carlo Iozzelli              |
| Firenze - Pistoia                             | Democrazia Cristiana                          | Sergio Pezzati                     |
| Firenze - Pistoia                             | Democrazia Cristiana                          | Claudio Pontello                   |
| Firenze - Pistoia                             | Partito Socialista Italiano                   | Luigi Mariotti                     |
| Pisa - Livorno - Lucca - Massa-Carrara        | Partito Comunista Italiano                    | Bruno Bernini                      |
| Pisa - Livorno - Lucca - Massa-Carrara        | Partito Comunista Italiano                    | Rolando Tamburini                  |
| Pisa - Livorno - Lucca - Massa-Carrara        | Partito Comunista Italiano                    | Vinicio Bernardini                 |
| Pisa - Livorno - Lucca - Massa-Carrara        | Partito Comunista Italiano                    | Rosalia Vagli                      |
| Pisa - Livorno - Lucca - Massa-Carrara        | Partito Comunista Italiano                    | Renzo Moschini                     |
| Pisa - Livorno - Lucca - Massa-Carrara        | Partito Comunista Italiano                    | Adolfo Facchini                    |
| Pisa - Livorno - Lucca - Massa-Carrara        | Partito Comunista Italiano                    | Francesco Da Prato                 |
| Pisa - Livorno - Lucca - Massa-Carrara        | Democrazia Cristiana                          | Maria Eletta Martini               |
| Pisa - Livorno - Lucca - Massa-Carrara        | Democrazia Cristiana                          | Emo Danesi                         |
| Pisa - Livorno - Lucca - Massa-Carrara        | Democrazia Cristiana                          | Pino Lucchesi                      |
| Pisa - Livorno - Lucca - Massa-Carrara        | Democrazia Cristiana                          | Pier Giorgio Licheri               |
| Pisa - Livorno - Lucca - Massa-Carrara        | Democrazia Cristiana                          | Moreno Bambi                       |
| Pisa - Livorno - Lucca - Massa-Carrara        | Democrazia Cristiana                          | Enzo Meucci                        |
| Pisa - Livorno - Lucca - Massa-Carrara        | Partito Socialista Italiano                   | Silvano Labriola                   |
| Siena - Arezzo - Grosseto                     | Partito Comunista Italiano                    | Fernando Di Giulio                 |
| Siena - Arezzo - Grosseto                     | Partito Comunista Italiano                    | Emo Bonifazi                       |
| Siena - Arezzo - Grosseto                     | Partito Comunista Italiano                    | Eriase Belardi Merlo               |
| Siena - Arezzo - Grosseto                     | Partito Comunista Italiano                    | Danilo Tani                        |
| Siena - Arezzo - Grosseto                     | Partito Comunista Italiano                    | Ivo Faenzi                         |
| Siena - Arezzo - Grosseto                     | Democrazia Cristiana                          | Giuseppe Fornasari                 |
| Siena - Arezzo - Grosseto                     | Democrazia Cristiana                          | Enea Piccinelli                    |
| Siena - Arezzo - Grosseto                     | Democrazia Cristiana                          | Martino Bardotti                   |
| Siena - Arezzo - Grosseto                     | Partito Socialista Italiano                   | Mario Ferri                        |
| Ancona - Pesaro - Macerata - Ascoli Piceno    | Partito Comunista Italiano                    | Luciano Barca                      |
| Ancona - Pesaro - Macerata - Ascoli Piceno    | Partito Comunista Italiano                    | Guido Cappelloni                   |
| Ancona - Pesaro - Macerata - Ascoli Piceno    | Partito Comunista Italiano                    | Guido Carandini                    |
| Ancona - Pesaro - Macerata - Ascoli Piceno    | Partito Comunista Italiano                    | Paolo Guerrini                     |
| Ancona - Pesaro - Macerata - Ascoli Piceno    | Partito Comunista Italiano                    | Maria Augusta Pecchia              |
| Ancona - Pesaro - Macerata - Ascoli Piceno    | Partito Comunista Italiano                    | Guido Ianni                        |
| Ancona - Pesaro - Macerata - Ascoli Piceno    | Partito Comunista Italiano                    | Maria Teresa Carloni Andreucci     |
| Ancona - Pesaro - Macerata - Ascoli Piceno    | Democrazia Cristiana                          | Arnaldo Forlani                    |
| Ancona - Pesaro - Macerata - Ascoli Piceno    | Democrazia Cristiana                          | Franco Foschi                      |
| Ancona - Pesaro - Macerata - Ascoli Piceno    | Democrazia Cristiana                          | Francesco Merloni                  |
| Ancona - Pesaro - Macerata - Ascoli Piceno    | Democrazia Cristiana                          | Giuseppe Sposetti                  |
| Ancona - Pesaro - Macerata - Ascoli Piceno    | Democrazia Cristiana                          | Albertino Castellucci              |
| Ancona - Pesaro - Macerata - Ascoli Piceno    | Democrazia Cristiana                          | Gianfranco Sabbatini               |
| Ancona - Pesaro - Macerata - Ascoli Piceno    | Democrazia Cristiana                          | Giuliano Silvestri                 |
| Ancona - Pesaro - Macerata - Ascoli Piceno    | Partito Socialista Italiano                   | Angelo Tiraboschi                  |
| Ancona - Pesaro - Macerata - Ascoli Piceno    | Movimento Sociale Italiano - Destra Nazionale | Adriano Cerquetti                  |
| Perugia - Terni - Rieti                       | Partito Comunista Italiano                    | Pietro Conti                       |
| Perugia - Terni - Rieti                       | Partito Comunista Italiano                    | Alba Scaramucci Guaitini           |
| Perugia - Terni - Rieti                       | Partito Comunista Italiano                    | Fabio Maria Ciuffini               |
| Perugia - Terni - Rieti                       | Partito Comunista Italiano                    | Mario Andrea Bartolini             |
| Perugia - Terni - Rieti                       | Partito Comunista Italiano                    | Franco Coccia                      |
| Perugia - Terni - Rieti                       | Partito Comunista Italiano                    | Cristina Papa                      |
| Perugia - Terni - Rieti                       | Democrazia Cristiana                          | Franco Maria Malfatti              |
| Perugia - Terni - Rieti                       | Democrazia Cristiana                          | Luciano Radi                       |
| Perugia - Terni - Rieti                       | Democrazia Cristiana                          | Filippo Micheli                    |
| Perugia - Terni - Rieti                       | Democrazia Cristiana                          | Alfredo De Poi                     |
| Perugia - Terni - Rieti                       | Partito Socialista Italiano                   | Enrico Manca                       |
| Perugia - Terni - Rieti                       | Movimento Sociale Italiano - Destra Nazionale | Stefano Menicacci                  |
| Roma - Viterbo - Latina - Frosinone           | Partito Comunista Italiano                    | Enrico Berlinguer                  |
| Roma - Viterbo - Latina - Frosinone           | Partito Comunista Italiano                    | Pietro Ingrao                      |
| Roma - Viterbo - Latina - Frosinone           | Partito Comunista Italiano                    | Tullio Vecchietti                  |
| Roma - Viterbo - Latina - Frosinone           | Partito Comunista Italiano                    | Cesare Amici                       |
| Roma - Viterbo - Latina - Frosinone           | Partito Comunista Italiano                    | Altiero Spinelli                   |
| Roma - Viterbo - Latina - Frosinone           | Partito Comunista Italiano                    | Michele De Gregorio                |
| Roma - Viterbo - Latina - Frosinone           | Partito Comunista Italiano                    | Lelio Grassucci                    |
| Roma - Viterbo - Latina - Frosinone           | Partito Comunista Italiano                    | Angela Giovagnoli Sposetti         |
| Roma - Viterbo - Latina - Frosinone           | Partito Comunista Italiano                    | Anna Maria Ciai Trivelli           |
| Roma - Viterbo - Latina - Frosinone           | Partito Comunista Italiano                    | Piero Pratesi                      |
| Roma - Viterbo - Latina - Frosinone           | Partito Comunista Italiano                    | Mario Pochetti                     |
| Roma - Viterbo - Latina - Frosinone           | Partito Comunista Italiano                    | Aldo D'Alessio                     |
| Roma - Viterbo - Latina - Frosinone           | Partito Comunista Italiano                    | Leo Canullo                        |
| Roma - Viterbo - Latina - Frosinone           | Partito Comunista Italiano                    | Ugo Vetere                         |
| Roma - Viterbo - Latina - Frosinone           | Partito Comunista Italiano                    | Giuseppe Siro Trezzini             |
| Roma - Viterbo - Latina - Frosinone           | Partito Comunista Italiano                    | Aldo Tozzetti                      |
| Roma - Viterbo - Latina - Frosinone           | Partito Comunista Italiano                    | Gabriele Giannantoni               |
| Roma - Viterbo - Latina - Frosinone           | Partito Comunista Italiano                    | Alessandra Melucco Vaccaro         |
| Roma - Viterbo - Latina - Frosinone           | Partito Comunista Italiano                    | Antonello Trombadori               |
| Roma - Viterbo - Latina - Frosinone           | Partito Comunista Italiano                    | Francesco Ottaviano                |
| Roma - Viterbo - Latina - Frosinone           | Democrazia Cristiana                          | Giulio Andreotti                   |
| Roma - Viterbo - Latina - Frosinone           | Democrazia Cristiana                          | Paolo Bonomi                       |
| Roma - Viterbo - Latina - Frosinone           | Democrazia Cristiana                          | Bartolo Ciccardini                 |
| Roma - Viterbo - Latina - Frosinone           | Democrazia Cristiana                          | Amerigo Petrucci                   |
| Roma - Viterbo - Latina - Frosinone           | Democrazia Cristiana                          | Clelio Darida                      |
| Roma - Viterbo - Latina - Frosinone           | Democrazia Cristiana                          | Giovanni Galloni                   |
| Roma - Viterbo - Latina - Frosinone           | Democrazia Cristiana                          | Carlo Felici                       |
| Roma - Viterbo - Latina - Frosinone           | Democrazia Cristiana                          | Franco Evangelisti                 |
| Roma - Viterbo - Latina - Frosinone           | Democrazia Cristiana                          | Guido Bernardi                     |
| Roma - Viterbo - Latina - Frosinone           | Democrazia Cristiana                          | Paolo Cabras                       |
| Roma - Viterbo - Latina - Frosinone           | Democrazia Cristiana                          | Rodolfo Carelli                    |
| Roma - Viterbo - Latina - Frosinone           | Democrazia Cristiana                          | Salvatore La Rocca                 |
| Roma - Viterbo - Latina - Frosinone           | Democrazia Cristiana                          | Mauro Bubbico                      |
| Roma - Viterbo - Latina - Frosinone           | Democrazia Cristiana                          | Benito Cazora                      |
| Roma - Viterbo - Latina - Frosinone           | Democrazia Cristiana                          | Ennio Pompei                       |
| Roma - Viterbo - Latina - Frosinone           | Democrazia Cristiana                          | Carlo Merolli                      |
| Roma - Viterbo - Latina - Frosinone           | Democrazia Cristiana                          | Erminio Pennacchini                |
| Roma - Viterbo - Latina - Frosinone           | Democrazia Cristiana                          | Mario Gargano                      |
| Roma - Viterbo - Latina - Frosinone           | Democrazia Cristiana                          | Ruggero Villa                      |
| Roma - Viterbo - Latina - Frosinone           | Movimento Sociale Italiano - Destra Nazionale | Giorgio Almirante                  |
| Roma - Viterbo - Latina - Frosinone           | Movimento Sociale Italiano - Destra Nazionale | Vito Miceli                        |
| Roma - Viterbo - Latina - Frosinone           | Movimento Sociale Italiano - Destra Nazionale | Pino Romualdi                      |
| Roma - Viterbo - Latina - Frosinone           | Movimento Sociale Italiano - Destra Nazionale | Sandro Saccucci                    |
| Roma - Viterbo - Latina - Frosinone           | Movimento Sociale Italiano - Destra Nazionale | Pino Rauti                         |
| Roma - Viterbo - Latina - Frosinone           | Partito Socialista Italiano                   | Nevo Querci                        |
| Roma - Viterbo - Latina - Frosinone           | Partito Socialista Italiano                   | Fabrizio Cicchitto                 |
| Roma - Viterbo - Latina - Frosinone           | Partito Socialista Italiano                   | Mario Zagari                       |
| Roma - Viterbo - Latina - Frosinone           | Partito Socialista Italiano                   | Aldo Venturini                     |
| Roma - Viterbo - Latina - Frosinone           | Partito Socialista Democratico Italiano       | Umberto Righetti                   |
| Roma - Viterbo - Latina - Frosinone           | Partito Socialista Democratico Italiano       | Mario Tanassi                      |
| Roma - Viterbo - Latina - Frosinone           | Partito Repubblicano Italiano                 | Oscar Mammì                        |
| Roma - Viterbo - Latina - Frosinone           | Partito Repubblicano Italiano                 | Emanuele Terrana                   |
| Roma - Viterbo - Latina - Frosinone           | Partito Radicale                              | Emma Bonino                        |
| Roma - Viterbo - Latina - Frosinone           | Democrazia Proletaria                         | Lucio Magri                        |
| Roma - Viterbo - Latina - Frosinone           | Partito Liberale Italiano                     | Aldo Bozzi                         |
| L'Aquila - Pescara - Chieti - Teramo          | Democrazia Cristiana                          | Remo Gaspari                       |
| L'Aquila - Pescara - Chieti - Teramo          | Democrazia Cristiana                          | Lorenzo Natali                     |
| L'Aquila - Pescara - Chieti - Teramo          | Democrazia Cristiana                          | Germano De Cinque                  |
| L'Aquila - Pescara - Chieti - Teramo          | Democrazia Cristiana                          | Giuseppe Quieti                    |
| L'Aquila - Pescara - Chieti - Teramo          | Democrazia Cristiana                          | Alberto Aiardi                     |
| L'Aquila - Pescara - Chieti - Teramo          | Democrazia Cristiana                          | Antonio Del Duca                   |
| L'Aquila - Pescara - Chieti - Teramo          | Democrazia Cristiana                          | Alberto Presutti                   |
| L'Aquila - Pescara - Chieti - Teramo          | Partito Comunista Italiano                    | Attilio Esposto                    |
| L'Aquila - Pescara - Chieti - Teramo          | Partito Comunista Italiano                    | Federico Brini                     |
| L'Aquila - Pescara - Chieti - Teramo          | Partito Comunista Italiano                    | Nevio Felicetti                    |
| L'Aquila - Pescara - Chieti - Teramo          | Partito Comunista Italiano                    | Tommaso Perantuono                 |
| L'Aquila - Pescara - Chieti - Teramo          | Partito Comunista Italiano                    | Giancarlo Cantelmi                 |
| L'Aquila - Pescara - Chieti - Teramo          | Partito Socialista Italiano                   | Enzo Bartocci                      |
| L'Aquila - Pescara - Chieti - Teramo          | Movimento Sociale Italiano - Destra Nazionale | Raffaele Delfino                   |
| Campobasso - Isernia                          | Democrazia Cristiana                          | Girolamo La Penna                  |
| Campobasso - Isernia                          | Democrazia Cristiana                          | Giacomo Sedati                     |
| Campobasso - Isernia                          | Democrazia Cristiana                          | Bruno Vecchiarelli                 |
| Campobasso - Isernia                          | Partito Comunista Italiano                    | Alfredo Marraffini                 |
| Napoli - Caserta                              | Democrazia Cristiana                          | Arcangelo Lobianco                 |
| Napoli - Caserta                              | Democrazia Cristiana                          | Antonio Gava                       |
| Napoli - Caserta                              | Democrazia Cristiana                          | Mauro Ianniello                    |
| Napoli - Caserta                              | Democrazia Cristiana                          | Manfredi Bosco                     |
| Napoli - Caserta                              | Democrazia Cristiana                          | Francesco Patriarca                |
| Napoli - Caserta                              | Democrazia Cristiana                          | Paolo Cirino Pomicino              |
| Napoli - Caserta                              | Democrazia Cristiana                          | Baldassare Armato                  |
| Napoli - Caserta                              | Democrazia Cristiana                          | Vincenzo Scotti                    |
| Napoli - Caserta                              | Democrazia Cristiana                          | Vincenzo Mancini                   |
| Napoli - Caserta                              | Democrazia Cristiana                          | Elio Rosati                        |
| Napoli - Caserta                              | Democrazia Cristiana                          | Alfonso Ambrosino                  |
| Napoli - Caserta                              | Democrazia Cristiana                          | Ignazio Caruso                     |
| Napoli - Caserta                              | Democrazia Cristiana                          | Davide Barba                       |
| Napoli - Caserta                              | Democrazia Cristiana                          | Camillo Federico                   |
| Napoli - Caserta                              | Democrazia Cristiana                          | Vincenzo Mezzogiorno               |
| Napoli - Caserta                              | Partito Comunista Italiano                    | Giorgio Amendola                   |
| Napoli - Caserta                              | Partito Comunista Italiano                    | Giorgio Napolitano                 |
| Napoli - Caserta                              | Partito Comunista Italiano                    | Abdon Alinovi                      |
| Napoli - Caserta                              | Partito Comunista Italiano                    | Gennaro Guadagno                   |
| Napoli - Caserta                              | Partito Comunista Italiano                    | Paolo Pietro Broccoli              |
| Napoli - Caserta                              | Partito Comunista Italiano                    | Antonio Bellocchio                 |
| Napoli - Caserta                              | Partito Comunista Italiano                    | Costantino Formica                 |
| Napoli - Caserta                              | Partito Comunista Italiano                    | Egizio Sandomenico                 |
| Napoli - Caserta                              | Partito Comunista Italiano                    | Ersilia Salvato                    |
| Napoli - Caserta                              | Partito Comunista Italiano                    | Domenico Petrella                  |
| Napoli - Caserta                              | Partito Comunista Italiano                    | Eirene Sbriziolo De Felice         |
| Napoli - Caserta                              | Partito Comunista Italiano                    | Giuseppe Orlando                   |
| Napoli - Caserta                              | Partito Comunista Italiano                    | Luigi Matrone                      |
| Napoli - Caserta                              | Partito Comunista Italiano                    | Arturo Marzano                     |
| Napoli - Caserta                              | Movimento Sociale Italiano - Destra Nazionale | Achille Lauro                      |
| Napoli - Caserta                              | Movimento Sociale Italiano - Destra Nazionale | Giovanni Roberti                   |
| Napoli - Caserta                              | Movimento Sociale Italiano - Destra Nazionale | Ferdinando Di Nardo                |
| Napoli - Caserta                              | Movimento Sociale Italiano - Destra Nazionale | Adriana Palomby                    |
| Napoli - Caserta                              | Partito Socialista Italiano                   | Francesco De Martino               |
| Napoli - Caserta                              | Partito Socialista Italiano                   | Antonio Caldoro                    |
| Napoli - Caserta                              | Partito Socialista Italiano                   | Pietro Lezzi                       |
| Napoli - Caserta                              | Partito Socialista Democratico Italiano       | Alberto Ciampaglia                 |
| Napoli - Caserta                              | Partito Repubblicano Italiano                 | Francesco Compagna                 |
| Napoli - Caserta                              | Democrazia Proletaria                         | Mimmo Pinto                        |
| Benevento - Avellino - Salerno                | Democrazia Cristiana                          | Ciriaco De Mita                    |
| Benevento - Avellino - Salerno                | Democrazia Cristiana                          | Vincenzo Scarlato                  |
| Benevento - Avellino - Salerno                | Democrazia Cristiana                          | Giovanni Zarro                     |
| Benevento - Avellino - Salerno                | Democrazia Cristiana                          | Gerardo Bianco                     |
| Benevento - Avellino - Salerno                | Democrazia Cristiana                          | Giuseppe Gargani                   |
| Benevento - Avellino - Salerno                | Democrazia Cristiana                          | Bernardo D'Arezzo                  |
| Benevento - Avellino - Salerno                | Democrazia Cristiana                          | Clemente Mastella                  |
| Benevento - Avellino - Salerno                | Democrazia Cristiana                          | Nicola Lettieri                    |
| Benevento - Avellino - Salerno                | Democrazia Cristiana                          | Giovanni Amabile                   |
| Benevento - Avellino - Salerno                | Partito Comunista Italiano                    | Giuseppe Amarante                  |
| Benevento - Avellino - Salerno                | Partito Comunista Italiano                    | Nicola Adamo                       |
| Benevento - Avellino - Salerno                | Partito Comunista Italiano                    | Tommaso Biamonte                   |
| Benevento - Avellino - Salerno                | Partito Comunista Italiano                    | Antonio Conte                      |
| Benevento - Avellino - Salerno                | Partito Comunista Italiano                    | Salvatore Forte                    |
| Benevento - Avellino - Salerno                | Movimento Sociale Italiano - Destra Nazionale | Alfredo Covelli                    |
| Benevento - Avellino - Salerno                | Movimento Sociale Italiano - Destra Nazionale | Antonio Guarra                     |
| Benevento - Avellino - Salerno                | Partito Socialista Italiano                   | Enrico Quaranta                    |
| Benevento - Avellino - Salerno                | Partito Socialista Democratico Italiano       | Pietro Longo                       |
| Bari - Foggia                                 | Democrazia Cristiana                          | Aldo Moro                          |
| Bari - Foggia                                 | Democrazia Cristiana                          | Vito Lattanzio                     |
| Bari - Foggia                                 | Democrazia Cristiana                          | Vincenzo Russo                     |
| Bari - Foggia                                 | Democrazia Cristiana                          | Renato Dell'Andro                  |
| Bari - Foggia                                 | Democrazia Cristiana                          | Nicola Vernola                     |
| Bari - Foggia                                 | Democrazia Cristiana                          | Antonio Matarrese                  |
| Bari - Foggia                                 | Democrazia Cristiana                          | Vincenzo De Cosmo                  |
| Bari - Foggia                                 | Democrazia Cristiana                          | Natale Pisicchio                   |
| Bari - Foggia                                 | Democrazia Cristiana                          | Antonio Laforgia                   |
| Bari - Foggia                                 | Democrazia Cristiana                          | Stefano Cavaliere                  |
| Bari - Foggia                                 | Partito Comunista Italiano                    | Maria Immacolata Barbarossa Voza   |
| Bari - Foggia                                 | Partito Comunista Italiano                    | Tommaso Sicolo                     |
| Bari - Foggia                                 | Partito Comunista Italiano                    | Giuseppe Gramegna                  |
| Bari - Foggia                                 | Partito Comunista Italiano                    | Mario Giannini                     |
| Bari - Foggia                                 | Partito Comunista Italiano                    | Pietro Carmeno                     |
| Bari - Foggia                                 | Partito Comunista Italiano                    | Sergio Segre                       |
| Bari - Foggia                                 | Partito Comunista Italiano                    | Vitilio Masiello                   |
| Bari - Foggia                                 | Partito Comunista Italiano                    | Paolo De Caro                      |
| Bari - Foggia                                 | Movimento Sociale Italiano - Destra Nazionale | Ernesto De Marzio                  |
| Bari - Foggia                                 | Movimento Sociale Italiano - Destra Nazionale | Olindo Del Donno                   |
| Bari - Foggia                                 | Partito Socialista Italiano                   | Vito Vittorio Lenoci               |
| Bari - Foggia                                 | Partito Socialista Italiano                   | Giuseppe Di Vagno                  |
| Bari - Foggia                                 | Partito Socialista Democratico Italiano       | Michele Di Giesi                   |
| Lecce - Brindisi - Taranto                    | Democrazia Cristiana                          | Pino Leccisi                       |
| Lecce - Brindisi - Taranto                    | Democrazia Cristiana                          | Giacinto Urso                      |
| Lecce - Brindisi - Taranto                    | Democrazia Cristiana                          | Giuseppe Caroli                    |
| Lecce - Brindisi - Taranto                    | Democrazia Cristiana                          | Antonio Mario Mazzarrino           |
| Lecce - Brindisi - Taranto                    | Democrazia Cristiana                          | Giuseppe Zurlo                     |
| Lecce - Brindisi - Taranto                    | Democrazia Cristiana                          | Italo Giulio Caiati                |
| Lecce - Brindisi - Taranto                    | Democrazia Cristiana                          | Domenico Amalfitano                |
| Lecce - Brindisi - Taranto                    | Democrazia Cristiana                          | Leonardo Ciannamea                 |
| Lecce - Brindisi - Taranto                    | Partito Comunista Italiano                    | Alfredo Reichlin                   |
| Lecce - Brindisi - Taranto                    | Partito Comunista Italiano                    | Vito Angelini                      |
| Lecce - Brindisi - Taranto                    | Partito Comunista Italiano                    | Giorgio Casalino                   |
| Lecce - Brindisi - Taranto                    | Partito Comunista Italiano                    | Livio Stefanelli                   |
| Lecce - Brindisi - Taranto                    | Partito Comunista Italiano                    | Cristina Conchiglia                |
| Lecce - Brindisi - Taranto                    | Partito Comunista Italiano                    | Lorenzo Cirasino                   |
| Lecce - Brindisi - Taranto                    | Movimento Sociale Italiano - Destra Nazionale | Pietro Sponziello                  |
| Lecce - Brindisi - Taranto                    | Movimento Sociale Italiano - Destra Nazionale | Clemente Manco                     |
| Lecce - Brindisi - Taranto                    | Partito Socialista Italiano                   | Claudio Signorile                  |
| Lecce - Brindisi - Taranto                    | Partito Socialista Italiano                   | Amleto Monsellato                  |
| Potenza - Matera                              | Democrazia Cristiana                          | Emilio Colombo                     |
| Potenza - Matera                              | Democrazia Cristiana                          | Angelo Sanza                       |
| Potenza - Matera                              | Democrazia Cristiana                          | Michele Tantalo                    |
| Potenza - Matera                              | Democrazia Cristiana                          | Pasquale Lamorte                   |
| Potenza - Matera                              | Partito Comunista Italiano                    | Giovanni Calice                    |
| Potenza - Matera                              | Partito Comunista Italiano                    | Raffaele Giura Longo               |
| Potenza - Matera                              | Partito Comunista Italiano                    | Giuseppe Fortunato                 |
| Potenza - Matera                              | Partito Socialista Italiano                   | Elvio Alfonso Salvatore            |
| Catanzaro - Cosenza - Reggio Calabria         | Democrazia Cristiana                          | Ernesto Pucci                      |
| Catanzaro - Cosenza - Reggio Calabria         | Democrazia Cristiana                          | Dario Antoniozzi                   |
| Catanzaro - Cosenza - Reggio Calabria         | Democrazia Cristiana                          | Riccardo Misasi                    |
| Catanzaro - Cosenza - Reggio Calabria         | Democrazia Cristiana                          | Francesco Bova                     |
| Catanzaro - Cosenza - Reggio Calabria         | Democrazia Cristiana                          | Guido Mantella                     |
| Catanzaro - Cosenza - Reggio Calabria         | Democrazia Cristiana                          | Vito Napoli                        |
| Catanzaro - Cosenza - Reggio Calabria         | Democrazia Cristiana                          | Mario Tassone                      |
| Catanzaro - Cosenza - Reggio Calabria         | Democrazia Cristiana                          | Guglielmo Nucci                    |
| Catanzaro - Cosenza - Reggio Calabria         | Democrazia Cristiana                          | Francesco Quattrone                |
| Catanzaro - Cosenza - Reggio Calabria         | Democrazia Cristiana                          | Pietro Rende                       |
| Catanzaro - Cosenza - Reggio Calabria         | Partito Comunista Italiano                    | Rosario Villari                    |
| Catanzaro - Cosenza - Reggio Calabria         | Partito Comunista Italiano                    | Franco Ambrogio                    |
| Catanzaro - Cosenza - Reggio Calabria         | Partito Comunista Italiano                    | Giovanni Lamanna                   |
| Catanzaro - Cosenza - Reggio Calabria         | Partito Comunista Italiano                    | Grazia Riga                        |
| Catanzaro - Cosenza - Reggio Calabria         | Partito Comunista Italiano                    | Saverio Monteleone                 |
| Catanzaro - Cosenza - Reggio Calabria         | Partito Comunista Italiano                    | Francesco Martorelli               |
| Catanzaro - Cosenza - Reggio Calabria         | Partito Comunista Italiano                    | Giovanni Battista Colurcio         |
| Catanzaro - Cosenza - Reggio Calabria         | Partito Comunista Italiano                    | Enza Marchi Dascola                |
| Catanzaro - Cosenza - Reggio Calabria         | Partito Socialista Italiano                   | Giacomo Mancini                    |
| Catanzaro - Cosenza - Reggio Calabria         | Partito Socialista Italiano                   | Francesco Principe                 |
| Catanzaro - Cosenza - Reggio Calabria         | Partito Socialista Italiano                   | Salvatore Frasca                   |
| Catanzaro - Cosenza - Reggio Calabria         | Movimento Sociale Italiano - Destra Nazionale | Antonino Tripodi                   |
| Catanzaro - Cosenza - Reggio Calabria         | Movimento Sociale Italiano - Destra Nazionale | Raffaele Valensise                 |
| Catania - Messina - Siracusa - Ragusa - Enna  | Democrazia Cristiana                          | Antonino Gullotti                  |
| Catania - Messina - Siracusa - Ragusa - Enna  | Democrazia Cristiana                          | Vito Scalia                        |
| Catania - Messina - Siracusa - Ragusa - Enna  | Democrazia Cristiana                          | Antonino Drago                     |
| Catania - Messina - Siracusa - Ragusa - Enna  | Democrazia Cristiana                          | Salvatore Urso                     |
| Catania - Messina - Siracusa - Ragusa - Enna  | Democrazia Cristiana                          | Vincenzo Pavone                    |
| Catania - Messina - Siracusa - Ragusa - Enna  | Democrazia Cristiana                          | Niccolò Grassi Bertazzi            |
| Catania - Messina - Siracusa - Ragusa - Enna  | Democrazia Cristiana                          | Concetto Lo Bello                  |
| Catania - Messina - Siracusa - Ragusa - Enna  | Democrazia Cristiana                          | Antonino Perrone                   |
| Catania - Messina - Siracusa - Ragusa - Enna  | Democrazia Cristiana                          | Antonino Lombardo                  |
| Catania - Messina - Siracusa - Ragusa - Enna  | Democrazia Cristiana                          | Giuseppe Azzaro                    |
| Catania - Messina - Siracusa - Ragusa - Enna  | Democrazia Cristiana                          | Giosuè Salomone                    |
| Catania - Messina - Siracusa - Ragusa - Enna  | Democrazia Cristiana                          | Marcello Sgarlata                  |
| Catania - Messina - Siracusa - Ragusa - Enna  | Partito Comunista Italiano                    | Angela Maria Bottari               |
| Catania - Messina - Siracusa - Ragusa - Enna  | Partito Comunista Italiano                    | Cesare Terranova                   |
| Catania - Messina - Siracusa - Ragusa - Enna  | Partito Comunista Italiano                    | Alfredo Bisignani                  |
| Catania - Messina - Siracusa - Ragusa - Enna  | Partito Comunista Italiano                    | Giovanni Rossino                   |
| Catania - Messina - Siracusa - Ragusa - Enna  | Partito Comunista Italiano                    | Giuseppe Mancuso                   |
| Catania - Messina - Siracusa - Ragusa - Enna  | Partito Comunista Italiano                    | Giuseppe Guglielmino               |
| Catania - Messina - Siracusa - Ragusa - Enna  | Partito Comunista Italiano                    | Benito Cerra                       |
| Catania - Messina - Siracusa - Ragusa - Enna  | Partito Comunista Italiano                    | Mario Bolognari                    |
| Catania - Messina - Siracusa - Ragusa - Enna  | Movimento Sociale Italiano - Destra Nazionale | Orazio Santagati                   |
| Catania - Messina - Siracusa - Ragusa - Enna  | Movimento Sociale Italiano - Destra Nazionale | Saverio D'Aquino                   |
| Catania - Messina - Siracusa - Ragusa - Enna  | Movimento Sociale Italiano - Destra Nazionale | Vincenzo Trantino                  |
| Catania - Messina - Siracusa - Ragusa - Enna  | Movimento Sociale Italiano - Destra Nazionale | Giuseppe Calabrò                   |
| Catania - Messina - Siracusa - Ragusa - Enna  | Partito Socialista Italiano                   | Nicola Capria                      |
| Catania - Messina - Siracusa - Ragusa - Enna  | Partito Socialista Italiano                   | Vincenzo Gatto                     |
| Catania - Messina - Siracusa - Ragusa - Enna  | Partito Socialista Democratico Italiano       | Giuseppe Lupis                     |
| Catania - Messina - Siracusa - Ragusa - Enna  | Partito Repubblicano Italiano                 | Pasquale Bandiera                  |
| Catania - Messina - Siracusa - Ragusa - Enna  | Partito Liberale Italiano                     | Antonio Mazzarino                  |
| Palermo - Trapani - Agrigento - Caltanissetta | Democrazia Cristiana                          | Giovanni Gioia                     |
| Palermo - Trapani - Agrigento - Caltanissetta | Democrazia Cristiana                          | Giuseppe Sinesio                   |
| Palermo - Trapani - Agrigento - Caltanissetta | Democrazia Cristiana                          | Salvatore Lima                     |
| Palermo - Trapani - Agrigento - Caltanissetta | Democrazia Cristiana                          | Calogero Mannino                   |
| Palermo - Trapani - Agrigento - Caltanissetta | Democrazia Cristiana                          | Calogero Volpe                     |
| Palermo - Trapani - Agrigento - Caltanissetta | Democrazia Cristiana                          | Calogero Pumilia                   |
| Palermo - Trapani - Agrigento - Caltanissetta | Democrazia Cristiana                          | Giuseppe La Loggia                 |
| Palermo - Trapani - Agrigento - Caltanissetta | Democrazia Cristiana                          | Luigi Giglia                       |
| Palermo - Trapani - Agrigento - Caltanissetta | Democrazia Cristiana                          | Ferdinando Russo                   |
| Palermo - Trapani - Agrigento - Caltanissetta | Democrazia Cristiana                          | Giovanni Matta                     |
| Palermo - Trapani - Agrigento - Caltanissetta | Democrazia Cristiana                          | Aldo Bassi                         |
| Palermo - Trapani - Agrigento - Caltanissetta | Democrazia Cristiana                          | Benedetto Del Castillo             |
| Palermo - Trapani - Agrigento - Caltanissetta | Partito Comunista Italiano                    | Achille Occhetto                   |
| Palermo - Trapani - Agrigento - Caltanissetta | Partito Comunista Italiano                    | Pio La Torre                       |
| Palermo - Trapani - Agrigento - Caltanissetta | Partito Comunista Italiano                    | Mario Arnone                       |
| Palermo - Trapani - Agrigento - Caltanissetta | Partito Comunista Italiano                    | Domenico Bacchi                    |
| Palermo - Trapani - Agrigento - Caltanissetta | Partito Comunista Italiano                    | Agostino Spataro                   |
| Palermo - Trapani - Agrigento - Caltanissetta | Partito Comunista Italiano                    | Vincenzo Miceli                    |
| Palermo - Trapani - Agrigento - Caltanissetta | Partito Comunista Italiano                    | Giovanni Fantaci                   |
| Palermo - Trapani - Agrigento - Caltanissetta | Partito Socialista Italiano                   | Salvatore Lauricella               |
| Palermo - Trapani - Agrigento - Caltanissetta | Partito Socialista Italiano                   | Gaspare Saladino                   |
| Palermo - Trapani - Agrigento - Caltanissetta | Movimento Sociale Italiano - Destra Nazionale | Angelo Nicosia                     |
| Palermo - Trapani - Agrigento - Caltanissetta | Movimento Sociale Italiano - Destra Nazionale | Guido Lo Porto                     |
| Palermo - Trapani - Agrigento - Caltanissetta | Partito Socialista Democratico Italiano       | Carlo Vizzini                      |
| Palermo - Trapani - Agrigento - Caltanissetta | Partito Repubblicano Italiano                 | Ugo La Malfa                       |
| Cagliari - Sassari - Nuoro - Oristano         | Democrazia Cristiana                          | Francesco Cossiga                  |
| Cagliari - Sassari - Nuoro - Oristano         | Democrazia Cristiana                          | Mariotto Segni                     |
| Cagliari - Sassari - Nuoro - Oristano         | Democrazia Cristiana                          | Giovanni Del Rio                   |
| Cagliari - Sassari - Nuoro - Oristano         | Democrazia Cristiana                          | Beppe Pisanu                       |
| Cagliari - Sassari - Nuoro - Oristano         | Democrazia Cristiana                          | Gianuario Carta                    |
| Cagliari - Sassari - Nuoro - Oristano         | Democrazia Cristiana                          | Raffaele Garzia                    |
| Cagliari - Sassari - Nuoro - Oristano         | Democrazia Cristiana                          | Carlo Molè                         |
| Cagliari - Sassari - Nuoro - Oristano         | Partito Comunista Italiano                    | Umberto Cardia                     |
| Cagliari - Sassari - Nuoro - Oristano         | Partito Comunista Italiano                    | Giovanni Berlinguer                |
| Cagliari - Sassari - Nuoro - Oristano         | Partito Comunista Italiano                    | Salvatore Mannuzzu                 |
| Cagliari - Sassari - Nuoro - Oristano         | Partito Comunista Italiano                    | Maria Cocco                        |
| Cagliari - Sassari - Nuoro - Oristano         | Partito Comunista Italiano                    | Giorgio Macciotta                  |
| Cagliari - Sassari - Nuoro - Oristano         | Partito Comunista Italiano                    | Mario Pani                         |
| Cagliari - Sassari - Nuoro - Oristano         | Partito Comunista Italiano                    | Gaetano Angius                     |
| Cagliari - Sassari - Nuoro - Oristano         | Partito Socialista Italiano                   | Giuseppe Tocco                     |
| Cagliari - Sassari - Nuoro - Oristano         | Movimento Sociale Italiano - Destra Nazionale | Alfredo Pazzaglia                  |
| Valle d'Aosta                                 | Pci - Psi - Pdup                              | Ruggero Millet                     |
| Trieste                                       | Democrazia Cristiana                          | Giorgio Tombesi                    |
| Trieste                                       | Democrazia Cristiana                          | Corrado Belci                      |
| Trieste                                       | Partito Comunista Italiano                    | Antonino Cuffaro                   |